# 白正男
白 正男（はく まさお、朝: 백정남）は、日本で活動中の漫画原作者。かつてはMr.Beck（）というペンネームを使用していた他、白木 正男（しらき まさお）という通名を使用することもある。2007年より人権派格闘技漫画『テコンダー朴』を連載中。Twitterアカウント名は人権派義士。

## 人物
覆面作家であり、国籍は疎か年齢や性別すら明確には分かっておらず、経歴や詳細な人物像は謎に包まれている。
作品内では過激な表現によって政治家や活動家を揶揄、風刺することが多い。作画担当の山戸大輔を「作画担当のチョッパリ」と呼んでいる｡
2022年10月21日の実話BUNKAオンラインのインタビューにて明らかになったこととして、日本生まれ日本育ちで、実用レベルの言語は日本語のみ。英語、ドイツ語も少し話せ、ヒンディー語は罵倒語だけ、タイ語は料理名だけ知っている。インタビュアーの「韓国語は？」の質問には「いきなりヘイトスピーチかよ？」とはぐらかしている。「義士」については職業と言うよりは生き様であるとも語る。
根っからのゲーマーであり、Twitterの個人アカウントでは『アイドルマスター』シリーズや『スプラトゥーン』シリーズ、『ウマ娘 プリティーダービー』についてのツイートを頻繁にしている他、格闘ゲームに関しても造詣が深い。『アイドルマスター』シリーズについてはアーケード版（アケマス）からの古参プレイヤーであり、水瀬伊織をプロデュースしていた。2019年3月以降は『アイドルマスター シャイニーカラーズ』（シャニマス）を特に好んでいる。2020年6月24日に「（シャニマスの）ランキング上位に元TOKIOの山口達也がいる」という旨のツイートをしたところ、ネットニュースに取り上げられた。なお、『アイドルマスター シンデレラガールズ スターライトステージ』（デレステ）はプレイしているが、『アイドルマスター ミリオンライブ! シアターデイズ』（ミリシタ）はプレイしない。この理由については「765アイドルとは会いたいけど会いたくない乙女心に揺れるスタイル。だから今はミリシタをやるわけにはいかない。」とフォロワーの質問に答えている。
この他バーチャルYouTuberにも関心が高いことを明らかにしており、特に大空スバルのファンだという。以前はVTuberのイメージは「ゲーム実況で奇声を上げてスパチャ乞食してるだけの炎上芸人」という認識だったが、「ライブが思ってたより全然クオリティ高くて正直感心した」と述べている。

## 作品リスト
- テコンダー朴（作画：山戸大輔。掲載誌：晋遊舎、スレッド→青林堂、ジャパニズム→コアマガジン、実話BUNKAタブー）